# Tiberio Guarente
Tiberio Guarente (Pisa, 1º novembre 1985) è un ex calciatore italiano, di ruolo centrocampista.

## Biografia
Suo padre Gaetano è stato sindaco di Capraia.

## Carriera

### Giovanili
Inizia a giocare a calcio nella Turris, squadra della sua città, per poi passare all'età di 9 anni al Margine Coperta, società satellite dell'Atalanta. A 14 anni approda nelle giovanili dell'Atalanta; quando gioca nella juniores atalantina, viene convocato nella Nazionale Under-18, con la quale disputa un'unica partita, contro il Belgio.
Passato alla Primavera (in cui sarà compagno di squadra di Riccardo Montolivo e Giampaolo Pazzini), è titolare. Viene convocato nella Nazionale Under-19 (3 presenze).

#### Verona
La stagione successiva Guarente passa a vestire la maglia del Verona dove colleziona 17 presenze, fino a quando il 3 febbraio 2005 viene colpito da una rara infezione virale, la poliradicolonevrite acuta idiopatica, un'infiammazione del sistema nervoso, che gli fa terminare anzitempo la stagione e ne condiziona in rendimento in quella successiva, nella quale gioca soltanto quattro scampoli di partita, per un totale di 132 minuti.
Nella stagione 2006-2007 è titolare a centrocampo. Viene bloccato per un mese da un infortunio patito contro il Brescia.

#### Atalanta
Il 27 giugno 2007 passa alle buste per 600.000 Euro all'Atalanta dove, dopo un periodo da riserva, diventa titolare facendo coppia con Fernando Tissone a centrocampo. A fine campionato totalizzerà 27 presenze, di cui 23 da titolare.
Nella stagione 2008-2009 parte titolare e nella seconda giornata di campionato a Bologna, il 14 settembre, realizza il suo primo gol in Serie A e permette all'Atalanta di raggiungere la vetta della classifica provvisoria. Realizza il suo secondo gol stagionale alla 3ª giornata di ritorno a Bergamo contro il Catania (1-0). A fine campionato l'Atalanta si piazzerà all'11º posto. Nella stagione 2009-2010 segna un gol, direttamente su calcio di punizione dalla lunga distanza, contro il Bologna, portando i nerazzurri momentaneamente in vantaggio (la partita si concluderà 1-1). L'Atalanta si piazzerà al 18º posto e retrocederà in Serie B.

#### Siviglia
Il 17 giugno 2010 viene acquistato dagli andalusi del Siviglia, con cui firma un contratto fino al 2015 con clausola rescissoria di 30 milioni di euro.
L'esordio avviene il 13 settembre, nella partita pareggiata per 0-0 contro il Deportivo La Coruña. Quattro giorni dopo debutta in Europa League, nella partita persa contro il PSG (0-1).
A fine ottobre viene annunciata la sua operazione al ginocchio per dei problemi alle articolazioni. Dopo l'operazione il giocatore ha un lungo stop: rientra in campo nella stagione successiva, nella quale totalizza 3 sole presenze in campionato.

#### I prestiti a Bologna, Catania e Chievo
Il 24 luglio 2012 viene acquistato dal Bologna con la formula del prestito. Il 30 settembre 2012 segna la prima rete con la squadra emiliana nella vittoria per 4-0 contro il Catania. A fine stagione si trasferisce proprio al Catania con la formula del prestito gratuito con diritto di riscatto dell'intero cartellino. Nel mercato estivo il Siviglia lo gira in prestito al ChievoVerona. Esordisce con la maglia del Chievo contro l'Udinese, nella partita terminata 3-0 per i friulani.

#### Empoli
Il 22 luglio 2014 firma un annuale con opzione per il secondo anno con l'Empoli. Nel corso della stagione gioca solamente una partita per via di un infortunio (e chiede alla società di potersi tagliare lo stipendio), ma a fine anno rimane svincolato ed annuncia il suo ritiro.

## Dopo il ritiro
Terminata la carriera calcistica, si è dedicato all'attività di consigliere comunale presso il comune di Capraia Isola.

## Statistiche

### Presenze e reti nei club
| Stagione        | Squadra         | Campionato      | Campionato | Campionato | Coppe nazionali | Coppe nazionali | Coppe nazionali | Coppe continentali | Coppe continentali | Coppe continentali | Altre coppe | Altre coppe | Altre coppe | Totale | Totale |
| Stagione        | Squadra         | Comp            | Pres       | Reti       | Comp            | Pres            | Reti            | Comp               | Pres               | Reti               | Comp        | Pres        | Reti        | Pres   | Reti   |
| --------------- | --------------- | --------------- | ---------- | ---------- | --------------- | --------------- | --------------- | ------------------ | ------------------ | ------------------ | ----------- | ----------- | ----------- | ------ | ------ |
| 2004-2005       | Verona          | B               | 17         | 0          | CI              | 3               | 0               | -                  | -                  | -                  | -           | -           | -           | 20     | 0      |
| 2005-2006       | Verona          | B               | 4          | 0          | CI              | 0               | 0               | -                  | -                  | -                  | -           | -           | -           | 4      | 0      |
| 2006-2007       | Verona          | B               | 33+2       | 1          | CI              | 2               | 0               | -                  | -                  | -                  | -           | -           | -           | 37     | 1      |
| Totale Verona   | Totale Verona   | Totale Verona   | 54+2       | 1          |                 | 5               | 0               |                    | -                  | -                  |             | -           | -           | 61     | 1      |
| 2007-2008       | Atalanta        | A               | 27         | 0          | CI              | 1               | 0               | -                  | -                  | -                  | -           | -           | -           | 28     | 0      |
| 2008-2009       | Atalanta        | A               | 33         | 2          | CI              | 2               | 0               | -                  | -                  | -                  | -           | -           | -           | 35     | 2      |
| 2009-2010       | Atalanta        | A               | 32         | 1          | CI              | 2               | 0               | -                  | -                  | -                  | -           | -           | -           | 34     | 1      |
| Totale Atalanta | Totale Atalanta | Totale Atalanta | 92         | 3          |                 | 5               | 0               |                    | -                  | -                  |             | -           | -           | 97     | 3      |
| 2010-2011       | Siviglia        | PD              | 7          | 0          | CR              | 0               | 0               | UCL+UEL            | 0+3                | 0                  | SS          | 0           | 0           | 10     | 0      |
| 2011-2012       | Siviglia        | PD              | 3          | 0          | CR              | 0               | 0               | UEL                | 0                  | 0                  | -           | -           | -           | 3      | 0      |
| Totale Siviglia | Totale Siviglia | Totale Siviglia | 10         | 0          |                 | 0               | 0               |                    | 3                  | 0                  |             | 0           | 0           | 13     | 0      |
| 2012-2013       | Bologna         | A               | 20         | 2          | CI              | 3               | 0               | -                  | -                  | -                  | -           | -           | -           | 23     | 2      |
| 2013-gen. 2014  | Catania         | A               | 13         | 0          | CI              | 1               | 0               | -                  | -                  | -                  | -           | -           | -           | 14     | 0      |
| gen.-giu. 2014  | Chievo          | A               | 10         | 0          | CI              | -               | -               | -                  | -                  | -                  | -           | -           | -           | 10     | 0      |
| 2014-2015       | Empoli          | A               | 1          | 0          | CI              | 0               | 0               | -                  | -                  | -                  | -           | -           | -           | 1      | 0      |
| Totale carriera | Totale carriera | Totale carriera | 200+2      | 6          |                 | 14              | 0               |                    | 3                  | 0                  |             | 0           | 0           | 219    | 6      |

### Cronologia presenze e reti in nazionale
| Cronologia completa delle presenze e delle reti in nazionale ― Italia olimpica | Cronologia completa delle presenze e delle reti in nazionale ― Italia olimpica | Cronologia completa delle presenze e delle reti in nazionale ― Italia olimpica | Cronologia completa delle presenze e delle reti in nazionale ― Italia olimpica | Cronologia completa delle presenze e delle reti in nazionale ― Italia olimpica | Cronologia completa delle presenze e delle reti in nazionale ― Italia olimpica | Cronologia completa delle presenze e delle reti in nazionale ― Italia olimpica | Cronologia completa delle presenze e delle reti in nazionale ― Italia olimpica |
| Data                                                                           | Città                                                                          | In casa                                                                        | Risultato                                                                      | Ospiti                                                                         | Competizione                                                                   | Reti                                                                           | Note                                                                           |
| ------------------------------------------------------------------------------ | ------------------------------------------------------------------------------ | ------------------------------------------------------------------------------ | ------------------------------------------------------------------------------ | ------------------------------------------------------------------------------ | ------------------------------------------------------------------------------ | ------------------------------------------------------------------------------ | ------------------------------------------------------------------------------ |
| 21-5-2008                                                                      | Tolone                                                                         | Costa d'Avorio olimpica                                                        | 0 – 2                                                                          | Italia olimpica                                                                | Torneo di Tolone 2008 - 1º turno                                               | -                                                                              | 72’                                                                            |
| 23-5-2008                                                                      | La Seyne-sur-Mer                                                               | Italia olimpica                                                                | 2 – 1                                                                          | Turchia under 23                                                               | Torneo di Tolone 2008 - 1º turno                                               | -                                                                              | 62’                                                                            |
| 29-5-2008                                                                      | Tolone                                                                         | Cile under 23                                                                  | 0 – 1                                                                          | Italia olimpica                                                                | Torneo di Tolone 2008 - Finale                                                 | -                                                                              | 57’                                                                            |
| Totale                                                                         |                                                                                | Presenze                                                                       | 3                                                                              |                                                                                | Reti                                                                           | 0                                                                              |                                                                                |

## Palmarès

### Club

#### Competizioni giovanili
- Campionato Allievi Nazionali: 1

Atalanta: 2001-2002